# Новодворский сельсовет (Щучинский район)
Новодворский сельсовет — упразднённая административная единица на территории Щучинского района Гродненской области Белоруссии. Административный центр — агрогородок Новый Двор. Население — 1574 человека (2009).

## История
Сельсовет создан 12 октября 1940 года в составе Василишковского района Барановичской области БССР. С 20 сентября 1944 года — в составе Гродненской области. С 20 января 1960 года — в составе Радунского района. 2 декабря 1961 года в состав сельсовета вошли деревни Домейки и Сырни, раннее входившие в Первомайский сельсовет. С 25 декабря 1962 года — в составе Щучинского района. 20 сентября 2002 года в состав сельсовета включена территория упразднённого Берштовского сельсовета.
13 сентября 2013 года Новодворский сельсовет упразднён. Населённые пункты включены в состав Остринского сельсовета.

## Состав
Новодворский сельсовет включал 41 населённый пункт:
- Берестовица — деревня.
- Бершты — деревня.
- Боровые — деревня.
- Будовля — деревня.
- Вамперщина — деревня.
- Голдишки — деревня.
- Голевцы — деревня.
- Громки — деревня.
- Домейки — деревня.
- Заболотье — деревня.
- Зобие — деревня.
- Казаки — деревня.
- Квитевцы — хутор.
- Красное — деревня.
- Кулевцы — деревня.
- Куцый Лес — деревня.
- Лентишки — деревня.
- Ляховцы — деревня.
- Малюковцы — деревня.
- Микулишки — деревня.
- Новый Двор — агрогородок.
- Орлова Гора — деревня.
- Остапишки — хутор.
- Пиловня — деревня.
- Подбершты — деревня.
- Прибытковщина — деревня.
- Прудяны — деревня.
- Ревятичи — деревня.
- Ритолевщина — деревня.
- Родевичи — деревня.
- Рынковцы — деревня.
- Савичи — деревня.
- Смолиха — деревня.
- Соснобор — деревня.
- Сырни — деревня.
- Таневичи — деревня.
- Углы — деревня.
- Шемяки — хутор.
- Юровка — деревня.
- Якубовичи — деревня.
- Яхновичи — деревня.

## Население
Согласно переписи 2009 года на территории сельсовета проживало 1574 человека, среди которых 59,4 % — поляки, 38,0 % — белорусы, 1,9 % — русские.